# Герб Николаевского района (Хабаровский край)
Герб Никола́евского муниципального района Хабаровского края Российской Федерации.
Герб муниципального образования «Город Николаевск-на-Амуре и Николаевский район» утверждён Решением № 63 Николаевского-на-Амуре городского Собрания депутатов 4 декабря 2001 года .
Герб внесён в Государственный геральдический регистр Российской Федерации с присвоением регистрационного номера 952.

## Описание герба
«В лазоревом (синем, голубом) поле над серебряной волнистой оконечностью — два расходящихся зелёных горных склона, тонко окаймлённые серебром и между ними летящий вправо чёрный орёл с воздетыми крыльями, имеющий червлёные (красные) глаза, золотой клюв и поджатые лапы, серебряные плечи и хвост; в пониженном сердцевом щите в лазоревом поле на волнистой серебряной оконечности, обременённой лазоревой рыбой, золотая стена с двумя круглыми башнями и открытыми воротами, сопровождаемая вверху двумя золотыми кирками, заострёнными с двух концов накрест рукоятями вверх; поверх кирок — лопата рукоятью вниз того же металла».

## Описание символики
Главной фигурой герба является геральдический орел — символ высоты духа, аллегорически показывает редчайшую птицу орлан, местом обитания которого является устье Амура и Охотского побережья. Одновременно орел символизирует храбрость, веру, победу, величие и власть, а его направление полета и распростертые крылья — стремление вперед, в будущее, способность человека преодолевать трудности. Его червлёные глаза обозначают мужество и храбрость, а золотой клюв означает силу, здоровье, верховенство и величие.
Чёрный цвет в геральдике имеет глубокий смысл, это символ благоразумия, мудрости, вечности. Горные склоны отражают природно-климатические особенности района и аллегорически показывают мыс Пронге и мыс Табах, а золотая стена между ними аллегорически показывает вход в Амур.
Зелёный цвет — символ надежды, изобилия, обновления жизни.
Серебряные оконечности в щите и основном поле символизирует воды Амурского лимана и Охотского моря. Серебро в геральдике символ чистоты, мудрости, благородства, мира, взаимосотрудничества.
Сочетание лопаты — эмблемы строительства и созидания с кирками — эмблемой горнорудной и камнеломкой промышленности, символизирует горную промышленность (рудокопство), золотодобычу, с которых начиналось развитие города и района.
Золото в геральдике — символ прочности, богатства, величия, интеллекта и прозрения.
Рыба показывает природные богатства прибрежных вод, ведущую отрасль хозяйства района — рыбную ловлю и переработку морепродуктов.
Лазурь в геральдике — цвет ясного неба, символизирует постоянство и преданность, правосудие и совершенство, честь и добродетель.

## История герба

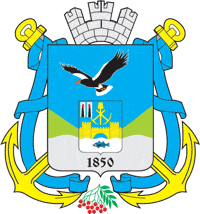
Герб города Николаевска-на-Амуре и Николаевского района (1999 −2002 годы)

В 1999 году решением Николаевским-на-Амуре Советом депутатов был утверждён первый вариант герба Николаевского района и города Николаевска-на-Амуре, разработанный Николаем Спижевым. Герб имел следующее описание: «На щите французской формы, в нижней его части разместился старый герб г. Николаевска-на-Амуре (1912 г.). Этот герб как бы раздвинулся и имеет продолжение в новом гербе. Волнистое белое подножие становится подножием современного герба. Стены крепости упираются в зеленые сопки. Лазоревое поле старого герба преобразуется в такое же поле нового. В верхней части герба размещён парящий белоплечий орлан. Орлан имеет золотой клюв и червлёный глаз. В нижней части щита расположена дата образования города — 1850».
Щит сверху украшен башенной короной с тремя зубцами, расположен на перекрещивающихся золотых якорях, перевитых голубой лентой. Внизу между лапами якорей кисть рябины с красными ягодами и зелёными листьями.
В 2001 году при содействии Союза геральдистов России герб города и района был доработан. Оперение орла поменяло окраску с коричневой на чёрную. Из сердцевого щита (герб Николаевска-на-Амуре 1912 года) была убрана вольная часть — герб Приморской области и из основания щита удалена дата — 1850. Были составлены новые описание герба и обоснование его символики.
4 декабря 2001 года герб муниципального образования «Город Николаевск-на-Амуре и Николаевский район», с принятыми изменениями и дополнениями, был утверждён решением Николаевского-на-Амуре городского Собрания депутатов.
3 июня 2002 года решением Геральдического Совета при Президенте Российской Федерации герб муниципального образования «Город Николаевск-на-Амуре и Николаевский район» был внесен в Государственный геральдический регистр Российской Федерации.
Авторы герба: идея герба — Николай Спижевой (г. Николаевск-на-Амуре); геральдическая доработка: Константин Мочёнов (г. Химки); художник: Роберт Маланичев (г. Москва); обоснование символики: Галина Туник (г. Москва); компьютерный дизайн: Юрий Коржик (г. Воронеж).